# Keserű János
Keserű János (Izsák, 1926. február 16. – Budapest, 2008. augusztus 14.) magyar mezőgazdasági mérnök, agrárpolitikus

## Élete
1926. február 16-án született, az akkor Pest-Pilis-Solt-Kiskun vármegyéhez tartozó Izsákon, Keserű Mihály és C. Tóth Lídia fiaként. Középiskolai tanulmányait követően érettségi vizsgáit a kecskeméti mezőgazdasági középiskolában tette le, 1944-ben, majd a József Nádor Műszaki és Gazdaságtudományi Egyetem Mezőgazdasági és Állatorvosi Karán tanult. Az intézményt érintő átszervezések következtében már az Agrártudományi Egyetemen (ATE) szerzett mezőgazdasági mérnöki oklevelet, 1948-ban.
Már 1945-ben a Kunszentmiklósi járás földosztó kormánybiztosa lett, ugyanabban az évben tagja lett a Győrffy István Kollégiumnak is. 1946–1947 között a Petőfi Sándor Népi Kollégium titkára, 1948-ban az Áchim András Agrárkollégium igazgatója és a Nemzeti Parasztpárt (NPP) Ifjúsági Szervezete Egyetemi Tagozatának országos titkára volt, illetve a MEFESZ alelnöki tisztségét is betöltötte.
Diplomája megszerzését követően az MDP Központi Vezetőség (KV) Szövetkezetpolitikai Osztályának politikai munkatársa lett, majd 1950–1954 között a Földművelésügyi Minisztérium Szakoktatási Főosztályának főosztályvezetőjeként tevékenykedett. 1954-től 1956-ig a Mezőhegyesi Állami Gazdaság igazgatója volt, majd visszatért az országos politikába: az MDP, illetve az MSZMP KB Mezőgazdasági Osztályán lett osztályvezető-helyettes, 1960-ig. 1960 augusztusától közel hét éven át földművelésügyi miniszterhelyettes volt, azt követően pedig az Állattenyésztési és Takarmányozási Kutatóközpontnál dolgozott, két évtizeden át főigazgatóként, 1987 után pedig mint az intézmény tudományos tanácsadója.
Hivatali beosztásai mellett oktatóként is működött, 1968-tól mint az MKKE Agrárgazdasági Tanszékének címzetes egyetemi docense, 1983-tól pedig mint a GATE Mezőgazdaság-tudományi Kar Állattenyésztési Tanszékének címzetes egyetemi tanára. 1986-ban megszerezte a mezőgazdasági tudomány kandidátusa fokozatot.
Kutatóként agrárökonómiai, agrárpolitikai, állattenyésztési és tudományszervezési kérdésekkel foglalkozott. Az MSZMP megalakulását követően jelentős szerepet vállalt az új állampárt agrárpolitikai téziseinek kidolgozásában, később (1965–1967 között) a gazdasági mechanizmus reformja mezőgazdasági részét kidolgozó bizottság vezetője, majd (1969–1988) között a kiemelt állattenyésztési és takarmányozási kutatási programok irányítója és koordinátora volt. Visszaemlékezése fontos agrártörténeti kordokumentum. 2008. augusztus 14-én hunyt el, temetése 2008. szeptember 9-én volt a Fiumei úti temetőben.

### Kutatható iratanyaga
Miniszterhelyettesi működési időszakából 10,32 iratfolyóméternyi (86 doboznyi), maradandó értékűnek minősített iratanyaga került az Országos Levéltár, mai nevén Magyar Nemzeti Levéltár Országos Levéltára őrizetébe, ahol az a XIX-K-1-ae törzsszámon kutatható.

### Családja
Felesége Keserű Jánosné Bérci Etelka (1925–2018) politikus, közgazdász, könnyűipari miniszter (1971–1980) volt, akivel 1948-ban kötött házasságot. Egy leányuk – Keserű Etelka (1949–) és egy fiuk – Keserű János (1953–) – született.

### Társadalmi szervezetekben betöltött tisztségei
- Az MTA Állattenyésztési Bizottsága elnökhelyettese (1970–1985).
- A Magyar Agrártudományi Egyesület (MAE) Információs és Szaktanácsadási Szakosztálya elnöke (1969–1990).
- Az Európai Állattenyésztők Szövetségében Magyarország képviselője (1968–1990).
- Az Állattenyésztés és Takarmányozás c. folyóirat és a Szarvasmarha- és Sertéstenyésztés Gyakorlata c. időszaki kiadvány szerkesztőbizottságának elnöke.

## Díjai, elismerései
- A Munka Vörös Zászló Érdemrendje (1955),
- Magyar Szabadság Érdemrend (1957),
- Munka Érdemrend (ezüst, 1970),
- a Magyar Népköztársaság Érdemérme (arany, 1970),
- Felszabadulási Emlékérem (1970).
- Ujhelyi Imre-emlékérem (1977),
- Tessedik Sámuel-emlékérem (1985).
- Szocialista Magyarországért Érdemrend (1987).

## Főbb művei
- A szövetkezeti kérdésről. (Fiatal Magyarország, 1948. júl. 29.)
- A tanyakérdésről. (Pártmunkás, 1950. márc. 10.)
- A mezőhegyesi Törzsállattenyésztő Állami Gazdaság 170 éve. Monográfia. Vigh Károllyal. (Bp., 1955)
- Tapasztalatok az amerikai mezőgazdaságról. (Közgazdasági Szemle, 1956)
- Az egyéni parasztgazdaságokról. (Magyar Nemzet, 1956. aug. 12.)
- Merre és hogyan? (Hazafias Népfront, 1957 különkiadás)
- A politikai munka a magyar falun. (A béke és szocializmus kérdései, 1958)
- A szocializmus alapjainak lerakása falun. (A Politikai Akadémia előadása. Szeged, 1959)
- Termelőszövetkezeti mozgalmunk újabb fejlődése. (Társadalmi Szemle, 1959)
- A termelőszövetkezeti mozgalom fejlesztésének néhány tapasztalata és a megszilárdítás feladatai. (Pártélet, 1959)
- A mezőgazdaság fellendülésének új távlatai. (Agrártudomány, 1959)
- A termelőszövetkezeti mozgalom továbbfejlesztésének soron lévő feladatai. Előadás. (Bp., 1960)
- A termelőszövetkezetek megszilárdításáról. (Közgazdasági Szemle, 1960)
- A takarmánytermesztés új módszereinek jelentőségéről. (Közgazdasági Szemle, 1962)
- A takarmánytermesztés és az állattenyésztés fejlesztése. (Az MSZMP Pártfőiskola Gazdaságpolitikai Tanszékének kiadványa. Bp., 1963)
- A takarmánygazdálkodás kérdései. – A sertéshústermelés kérdései. – A juhtenyésztés kérdései. (Vági Ferenc: Agrárgazdaságtan. Bp., 1964)
- Műszaki fejlesztés a mezőgazdaságban. (Társadalmi Szemle, 1964)
- Vélemény a közgazdaság-tudomány legfontosabb feladatairól. (Közgazdasági Szemle, 1965)
- A termelőszövetkezetek gazdaságirányítási reformjának alapelveiről. (Társadalmi Szemle, 1966)
- A gazdasági mechanizmus reformjának egyes kérdései és a termelőszövetkezetek. (Közgazdasági Szemle, 1966)
- A mezőgazdaság és az új gazdasági mechanizmus. (Gazdasági életünk kis könyvtára. Bp., 1967)
- Állattenyésztési politika és takarmánygazdálkodás. (Az MSZMP Pártfőiskola Gazdaságpolitikai Tanszékének kiadványa. Bp., 1967)
- Merre haladjon a sertéstenyésztés és a sertéshústermelés? (Állami Gazdaság [folyóirat], 1968)
- Hungarian Animal Husbandry. I–II. köt. Többekkel. (Bp., 1970)
- Lenin tanításainak érvényesítése hazánk 25 éves fejlődésében. (Pénzügyi Szemle, 1970)
- Ipari jellegű sertéshústermelés Magyarországon. (Nemzetközi Mezőgazdasági Szemle, 1970)
- A tudományos és műszaki haladás helyzete és fejlődésének lehetőségei a magyar állattenyésztésben. (Húsipar, 1972)
- Gondolatok az ipari jellegű sertéstartás fejlesztéséhez. (Állattenyésztés, 1972)
- Szarvasmarha tej- és hústermelés az Észak-amerikai Egyesült Államokban. Németh Lajossal. – Termelési rendszerek az állattenyésztésben. (Állattenyésztés, 1974)
- Az állattenyésztési kutatások 30 éve Magyarországon. (Tudomány és Mezőgazdaság, 1975)
- A tudományos kutatómunka eredményei az iparszerű sertéshústermelés fontos tartalékai. (Iparszerű Hústermelés, 1975)
- Állattenyésztésünk 30 éves fejlődésének áttekintése. Bíró Istvánnal és Magas Lászlóval. – * Gondolatok az V. ötéves terv mezőgazdasági feladatainak teljesítéséhez, különös tekintettel az állattenyésztésre. (Állattenyésztés, 1976)
- Sertéstenyésztésünk problémái. – A sertéshústermelés helyzete és iparosodása Magyarországon. (Közgazdasági Szemle, 1977)
- A marhahústermelés új irányai Magyarországon. (Nemzetközi Mezőgazdasági Szemle, 1979)
- Gyepre és melléktermékre alapozott hústermelés. (Magyar Mezőgazdaság, 1979)
- Tartástechnológiai rendszerek az állattenyésztésben. (Állattenyésztés, 1980)
- Az állattenyésztés távlati fejlesztésének alapjai. 1975–1980 közötti kutatási eredmények. Horn Arturral. (Állattenyésztés, 1981)
- Műanyagok az állattenyésztésben. Wittman Mihállyal. (Műanyag és Gumi, 1981)
- A hústermelés fejlesztése. (Állattenyésztésünk fejlődésének lehetőségei. Szerk. is. Horn Arturral és Szentmihályi Sándorral. Bp., 1982)
- Az állattenyésztés fejlődése Magyarországon. – Az állattenyésztés hatékonyságának növelése. (Nemzetközi Mezőgazdasági Szemle, 1983)
- Kiemelt célkitűzés Magyarországon a tömegtakarmányok és melléktermékek fokozott hasznosítása. (Tudomány és Mezőgazdaság, 1983)
- A szocialista mezőgazdaság és a nagyüzemi állattenyésztés kialakulásáról. Kand. értek. (Bp., 1985)
- Az állatállomány összetétele adottságaink kihasználásának ügye. – Az állattenyésztési politika tudományának egykori és mai aktualitásáról. (Állattenyésztés és Takarmányozás, 1989)
- Az alkalmazkodó mezőgazdaság. A Magyar Agrárszakemberek 2. Tudományos Találkozója. Budapest, 1990. aug. 28.–31. Előadások. Szerk. (A Magyar Agrártudományi Egyesület kiadványa. Bp., 1990)
- Rendszerváltás az agrárágazatban. (Társadalmi Szemle, 1993)
- Agrárpolitikai útkeresés Magyarországon. 1989–1994. (Gazdálkodás [folyóirat], 1995)
- Agrárpolitikai útkeresés Magyarországon. (Társadalmi Szemle, 1995)
- Az állattenyésztés és takarmányozás ötven éve. (Állattenyésztés és Takarmányozás, 2002)
- Agrárrendszerváltás Magyarországon. (Múltunk, 2004)
- Parasztsorsfordítók között. Visszaemlékezések. Az előszót Nyers Rezső írta. (Bp., 2007).